# Relações entre Brasil e Egito

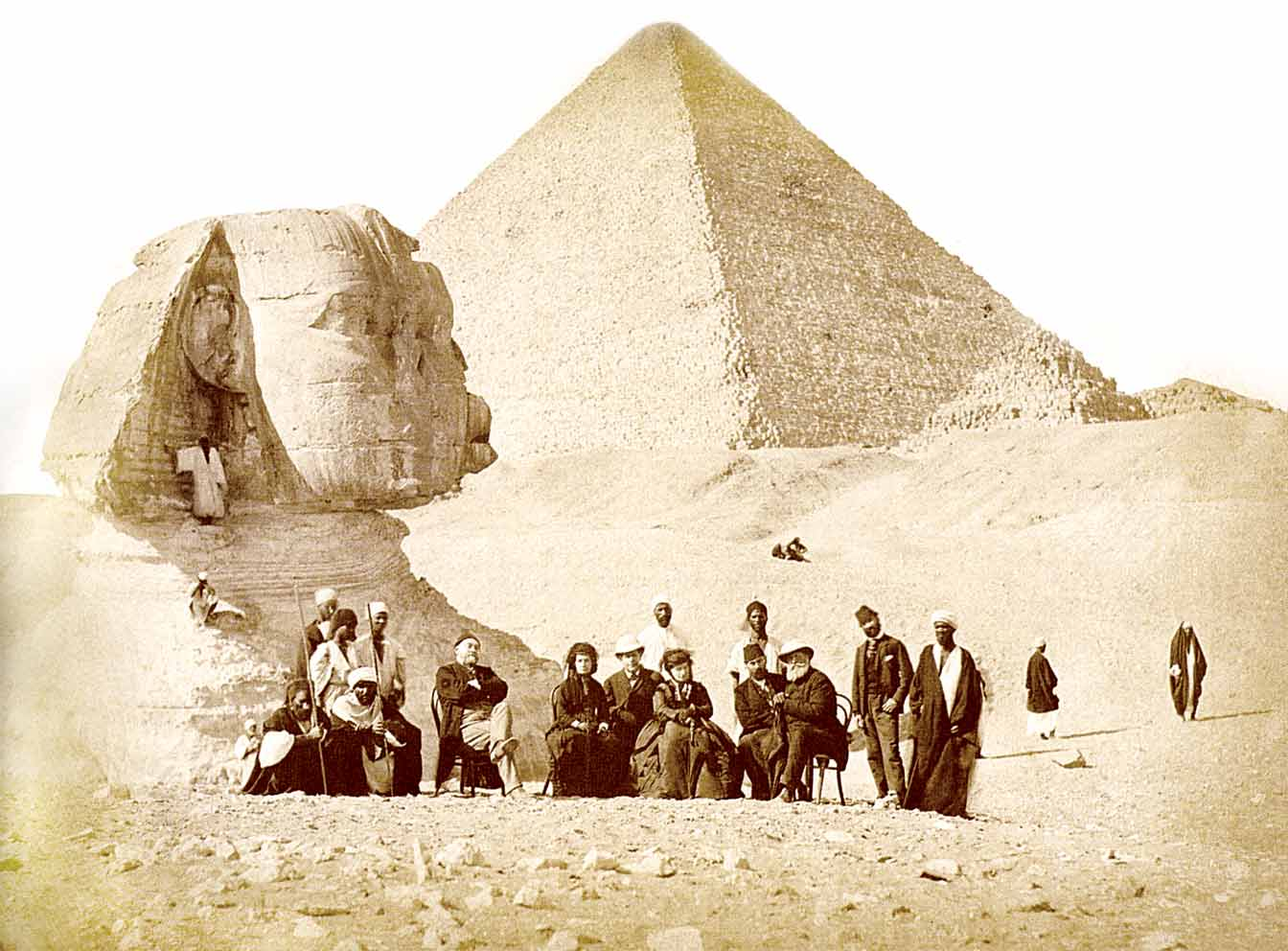
O Imperador do Brasil, D. Pedro II, durante uma viagem ao Egito, em 1871.

As relações entre Brasil e Egito são as relações diplomáticas entre a República Federativa do Brasil e a República Árabe do Egito, estabelecidas em 1924. As duas nações desfrutam de um relacionamento cordial no ramo político e são consideradas potências regionais na América do Sul e África, respectivamente.

## Crise do Suez
Durante o conflito árabe-israelense de 1956, o Brasil enviou um efetivo de um batalhão do Exército Brasileiro para compor, juntamente com outros nove países a Força de Emergência das Nações Unidas (UNEF), a primeira força de manutenção da paz criada pela ONU. Este contingente ficou estacionado próximo à Faixa de Gaza, e lá permaneceu por pouco mais de dez anos consecutivos, no período de fevereiro de 1957 até junho de 1967, tendo como missão supervisionar o cessar-fogo entre israelenses e egípcios. Sete militares brasileiros morreram no país árabe durante este período. 